# Schloss La Sarraz
Das Schloss La Sarraz ist ein Schloss in der Gemeinde La Sarraz im Kanton Waadt, Schweiz.

## Geschichte
Die Burg wurde möglicherweise bereits im 12. Jahrhundert durch die Herren von Grandson erbaut. Die savoyischen Herren von Montferrand-La Sarra gelangten zu hohem Ansehen.
In den Burgunderkriegen zerstörten die Berner 1475 die Burg. Barthélemy von Montferrand-La Sarra verstarb als letzter seines Geschlechts und hinterliess La Sarraz seinem Neffen Michel Mangerot. Während der Eroberung der Waadt durch die Berner wurde die Festung 1536 ein weiteres Mal zerstört. 1542 erwarb François de Gingins die Herrschaft La Sarraz. Die von Gingins blieben bis 1901 im Besitz der Burg. Hélène de Mandrot (1867–1948) veranstaltete 1928 den ersten Kongress für moderne Architektur und 1929 den ersten Kongress des unabhängigen Films. Das Schloss erlebte Anfang des 20. Jahrhunderts eine Blütezeit. Persönlichkeiten wie Sergej Eisenstein, Max Ernst, Alfred Roth, Le Corbusier zählten zu den Gästen auf dem Schloss. Nach dem Tod Hélène de Mandrot-Revilliods ging das Schloss samt der bedeutenden Ausstattung (Möbel, Geschirr, Waffen, Bibliothek) in den Besitz der Société des amis du Château de La Sarraz über. 1922 wurde das Musée Romand eröffnet.
Der 1929 von Sergej Eisenstein auf dem Schloss gedrehte Film Sturm über La Sarraz (mit Ivor Montagu und Hans Richter) gilt als verschollen.

## Musée du cheval La Sarraz

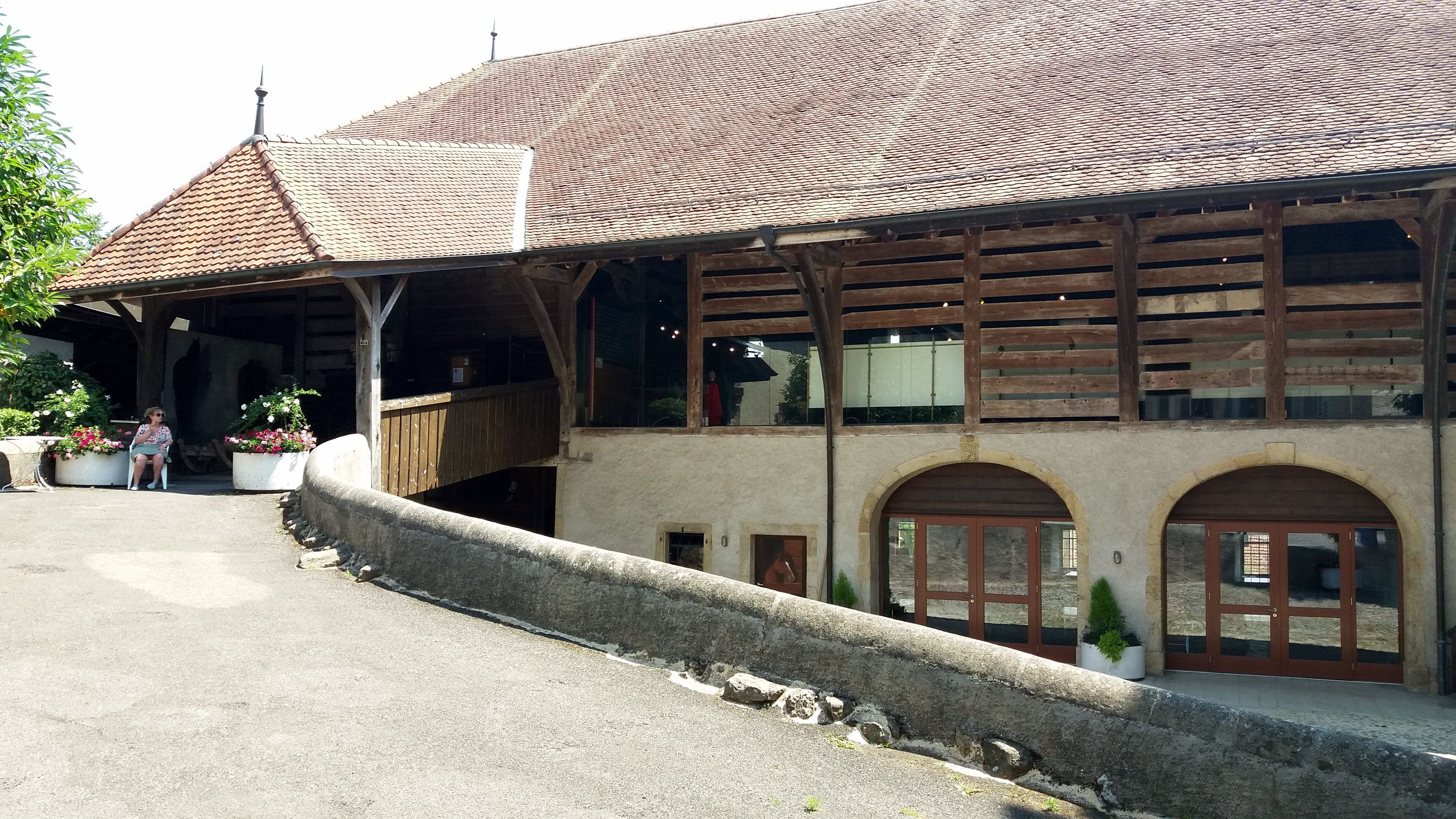
Musée du cheval

1972 war die Schweiz das letzte Land in Europa, das noch berittene Kampfeinheiten unterhielt. Trotz Engagement der Bevölkerung für den Erhalt Schweizer Kavallerie wurde diese 1972 abgeschafft. Kurz danach kam der Plan auf ein Schweizer Pferdemuseum zu gründen, was 1978 umgesetzt wurde. 1982 konnte dann das Musée du cheval in einer ehemaligen Scheune des Schlosses von La Sarraz eröffnet werden. Es gibt eine Dauerausstellung und eine Wechselausstellung sowie Veranstaltungen, wie das „Pferdefest“, das im August im Innenhof und im Schlosspark stattfindet.
1984 wurde das Museum vom European Museum Forum mit Special Commendations ausgezeichnet.